# 654 Zelinda
654 Zelinda eller 1908 BM är en stor asteroid i huvudbältet, som upptäcktes 4 januari 1908 av den tyska astronomen August Kopff i Heidelberg. Den har fått sitt namn efter Ulisse Dinis syster Zelinda.
Asteroiden har en diameter på ungefär 160 kilometer.